# Sign of the Times (canción de The Belle Stars)
«Sign of the Times» es una canción de la banda británica de new wave The Belle Stars, publicada como el cuarto sencillo del primer y único álbum de estudio homónimo de la banda.

## Antecedentes
En 1982, Belle Stars lanzó tres covers: «Iko Iko» de Dixie Cups, «The Clapping Song» de Shirley Ellis y «Mockingbird» de Inez & Charlie Foxx. Dave Robinson de Stiff Records, el sello discográfico de la banda, sugirió que la banda debería realizar versiones para atraer al público, luego, después de tres versiones, escribir su propia canción y sería un éxito.

## Composición y letra
La canción fue coescrita por Stella Barker, Sarah-Jane Owen y Miranda Joyce, aunque fue acreditada a The Belle Stars en las notas de álbum. Su letra describe a la banda explicando cómo sienten que su amante les es infiel a su amor, de ahí la letra “You say you love me, but want success” (lit. “Dices que me amas, pero quieres el éxito”). Simon Hugo de Record Collector describió la canción como “un himno grrrl power adelantado a su tiempo”.

## Rendimiento comercial
«Sign of the Times» se publicó a mediados de diciembre de 1982 por Stiff Records (como BUY 167). El sencillo alcanzó el puesto #75 en el Hot 100 de los Billboard. La canción también alcanzó la posición #2 en Bélgica, #3 en el Reino Unido, #7 en Noruega, #10 en Suecia y #21 en Nueva Zelanda.

## Posicionamiento

### Gráfica semanal
| Gráficas (1983)                             | Pico de posición |
| ------------------------------------------- | ---------------- |
| Bélgica (Flandes) (Ultratop 50 Singles)     | 2                |
| Estados Unidos (Billboard Hot 100)          | 75               |
| Estados Unidos (Billboard Dance Club Songs) | 43               |
| Nueva Zelanda (Recorded Music NZ)           | 21               |
| Noruega (VG-lista)                          | 7                |
| Países Bajos (Nederlandse Top 40)           | 3                |
| Países Bajos (Single Top 100)               | 6                |
| Reino Unido (UK Singles Chart)              | 3                |
| Suecia (Sverigetopplistan)                  | 10               |

### Gráfica de fin de año
| Gráficas (1983)                         | Pico de posición |
| --------------------------------------- | ---------------- |
| Bélgica (Flandes) (Ultratop 50 Singles) | 56               |
| Países Bajos (Nederlandse Top 40)       | 66               |
| Países Bajos (Single Top 100)           | 49               |